# 36 km (Fiodorowskoje osiedle miejskie)
36 km (ros. 36 км) – przystanek kolejowy w miejscowości Ładoga, na granicy rejonów gatczyńskiego i tośnieńskiego, w obwodzie leningradzkim, w Rosji. Położony jest na linii Petersburg - Nowogród Wielki.